# Борута, Йонас
Йонас Борута (лит. Jonas Boruta; 11 октября 1944, Каунас — 19 декабря 2022, Мариямполе) — литовский прелат и религиозный деятель. Титулярный епископ Вультурарии и вспомогательный епископ с 28 мая 1997 по 5 января 2002 года. Епископ Тельшяя с 5 января 2002 по 18 сентября 2017 года.

## Биография
В 1962 году после того, как окончил среднюю школу в Каунасе, пытался поступить в семинарию, но не был принят из-за давления советской власти (его отец являлся участником литовского сопротивления).
Поступил на факультет физики и математики при Вильнюсском университете. В 1970 году окончил университет и поступил на работу в Институт физики Литовской академии наук. В 1982 году защитил диссертацию, однако учёную степень не получил. В 1992 году Литовский Совет нострификации присвоил ему докторскую степень в области естественных наук.
В 1975 году начал изучение богословия в подпольной семинарии. В 1981 году поступил послушником в Общество Иисуса (оно было запрещено в СССР). 5 августа 1982 года был тайно рукоположен в сан священника. Советские власти не позволили ему осуществить своё священническое служение. С 1983 года — редактор подпольного издания «Хроника Католической церкви в Литве». В 1983—1989 годах был одним из главных организаторов и преподавателей подпольных курсов теологии для монахинь Литвы.
В 1989—1998 годах — провинциал литовской и латвийской иезуитской провинции. С 1997 по 2006 год — президент Литовской католической академии наук.
С 28 мая 1997 года — Вспомогательный епископ архиепархии Вильнюса и титулярный епископ Вультурарии. 21 июня 1997 года хиротонисан во епископы.
В 1997—2002 годах — генеральный секретарь Конференции литовских епископов.
С 5 января 2002 года — епископ Тельшяя.
В 2002—2011 годах — председатель Комиссии по литургии Конференции литовских епископов. В 2011 году — избран на пост Председателя Совета по экуменическим связям Конференции литовских епископов.
Умер 19 декабря 2022 года.

## Награды
- Большой командорский крест ордена Креста Витиса (21 августа 1998)[3]
- Медаль Памяти 13 января (10 июня 1992)[4]
- Медаль Независимости Литвы (1 июля 2000)[5]